# Windows 11
Windows 11 là một hệ điều hành của Microsoft được công bố vào ngày 24 tháng 6 năm 2021, là một phần của họ hệ điều hành Windows NT. Windows 11 được phát hành rộng rãi vào ngày 5 tháng 10 năm 2021 dưới dạng bản nâng cấp miễn phí thông qua Windows Update cho các thiết bị đủ điều kiện chạy Windows 10.
Microsoft phổ biến Windows 11 sẽ được cải thiện hiệu suất và dễ sử dụng hơn Windows 10; và có những thay đổi lớn đối với Windows Shell của Windows 10X, bao gồm cả Start menu được thiết kế lại, thay thế các "live tiles" bằng các ô riêng biệt chứa các biểu tượng ứng dụng. "Widget" là tính năng được kế thừa từ tính năng "News and Interest" có thể được truy cập từ thanh tác vụ, khả năng tạo nhóm cửa sổ xếp gạch có thể được thu nhỏ và khôi phục từ thanh tác vụ dưới dạng một nhóm và các công nghệ chơi game mới được kế thừa từ Xbox Series X và Series S, chẳng hạn như Auto HDR và DirectStorage trên phần cứng tương thích. Internet Explorer được thay thế hoàn toàn bằng Microsoft Edge, trong khi Microsoft Teams được tích hợp vào Windows shell. Microsoft cũng đã công bố kế hoạch cung cấp hỗ trợ cho ứng dụng Android để chạy trên Windows 11, với hỗ trợ cho Amazon Appstore cũng như cài đặt thủ công thông qua tệp APK.
Windows 11 có các yêu cầu phần cứng nghiêm ngặt hơn Windows 10, trong đó Microsoft chỉ hỗ trợ hệ điều hành này với các bản cập nhật trên các thiết bị sử dụng CPU thế hệ thứ tám Intel Core hoặc mới hơn, AMD Ryzen CPU dựa trên vi kiến trúc Zen+ hoặc mới hơn, hoặc Qualcomm Snapdragon 850 và ARM. Secure Boot và Trusted Platform Module (TPM) 2.0 cũng được yêu cầu. Ngoài ra, Windows 11 không còn hỗ trợ kiến trúc 32-bit x86 hoặc các hệ thống sử dụng BIOS cũ.

## Phát triển
Sau khi phát hành Windows 10, Microsoft tuyên bố phiên bản này sẽ là "phiên bản Windows cuối cùng". Hệ điều hành được định hướng là một dịch vụ, với việc bản dựng và bản cập nhật mới sẽ được phát hành theo thời gian. Tuy nhiên, những đồn đoán về một phiên bản mới hoặc thiết kế lại của Windows đã xuất hiện sau khi một danh sách công việc đề cập đến việc "trẻ hóa toàn diện" Windows được Microsoft đăng tải. Có tên mã được biết đến là "Sun Valley", việc thiết kế lại được thực hiện để hiện đại hóa hệ thống giao diện người dùng.

### Công bố
Tại hội nghị dành cho các nhà phát triển Microsoft Build 2021, CEO Satya Nadella đã đề cập thế hệ tiếp theo của Windows trong bài phát biểu quan trọng của hội nghị. Theo Nadella, ông đã tự tổ chức bài phát biểu trong vài tháng. Ông ấy cũng trêu chọc rằng một thông báo chính thức sẽ đến rất sớm. Chỉ một tuần sau bài phát biểu quan trọng của Nadella, Microsoft bắt đầu gửi lời mời tham gia sự kiện dành riêng cho Windows lúc 11 giờ sáng giờ ET vào ngày 24 tháng 6 năm 2021. Sự kiện bắt đầu lúc 11 giờ sáng, thời gian khá bất thường đối với một sự kiện của Microsoft. Nhiều người tin rằng đây là một hàm ý. Microsoft cũng đăng một video âm thanh khởi động Windows dài 11 phút lên YouTube vào ngày 10 tháng 6, được cho là tham chiếu đến tên của hệ điều hành Windows 11. Thực tế, video âm thanh khởi động Windows đều chậm xuống ở tốc độ 4000%, chỉ có 3 âm thanh khởi động của Windows là Windows 95, Windows XP và Windows 7.
Vào ngày 24 tháng 6 năm 2021, Microsoft chính thức công bố Windows 11. Theo Nadella, Windows 11 là "sự phát triển lại hệ điều hành". Các chi tiết khác dành cho nhà phát triển là bản cập nhật cho Microsoft Store, ứng dụng mới Windows App SDK (có mã "Project Reunion"), thiết kế Fluent Design và hơn thế nữa đã được thảo luận về một sự kiện khác dành cho nhà phát triển cùng ngày.

### Phát hành
Windows 11 đã được phát hành trong một tài liệu hỗ trợ chính thức của Microsoft vào tháng 6 năm 2021. Hình ảnh về bản dựng alpha 21996.1 có chủ đích của Windows 11 đã bị rò rỉ trực tuyến sau đó vào ngày 15 tháng 6 năm 2021, sau đó là sự rò rỉ của bản dựng nói trên vào cùng ngày. Ảnh chụp màn hình và bản dựng bị rò rỉ cho thấy một giao diện giống với giao diện của Windows 10X đã bị khai tử, cùng với trải nghiệm ngoài hộp (OOBE) và thương hiệu Windows 11 được thiết kế lại. Microsoft sau đó đã xác nhận tính xác thực của bản beta bị rò rỉ, với Panay nói rằng đó là một "bản dựng kỳ lạ ban đầu".
Tại sự kiện truyền thông ngày 24 tháng 6, Microsoft cũng thông báo rằng Windows 11 sẽ được phát hành chính thức vào "Holiday 2021" (cuối năm 2021) nhưng không đưa ra ngày cụ thể. Bản phát hành sẽ có sẵn dưới dạng bản nâng cấp miễn phí cho các thiết bị Windows 10 đủ điều kiện thông qua Windows Update. Vào ngày 28 tháng 6, Microsoft đã công bố phát hành bản dựng xem trước và SDK đầu tiên của Windows 11 cho các thành viên Windows Insider.
Vào ngày 31 tháng 8 năm 2021, Microsoft thông báo rằng Windows 11 dự kiến sẽ phát hành vào ngày 5 tháng 10 năm 2021. Việc phát hành sẽ được triển khai theo từng giai đoạn, với các thiết bị đủ điều kiện mới hơn sẽ được cung cấp bản nâng cấp đầu tiên. Microsoft dự kiến việc triển khai sẽ hoàn thành vào giữa năm 2022. Kể từ khi Windows 10 được phát hành vào ngày 29 tháng 7 năm 2015, thì hơn 6 năm trước đó là khoảng thời gian dài nhất giữa các bản phát hành liên tiếp của hệ điều hành Microsoft Windows, vượt cả khoảng thời gian giữa Windows XP (phát hành vào ngày 25 tháng 10 năm 2001) và Windows Vista (phát hành vào ngày 30 tháng 1 năm 2007).

## Các tính năng
Windows 11, bản phát hành Windows lớn đầu tiên kể từ năm 2015, được xây dựng dựa trên phiên bản tiền nhiệm bằng cách cải tiến giao diện người dùng để tuân theo các nguyên tắc Fluent Design. Việc thiết kế lại tập trung vào tính dễ sử dụng và tính linh hoạt, đi kèm với các tính năng mới và hiệu suất cũng như các bản cập nhật về bảo mật và khả năng truy cập, giải quyết một số thiếu sót của Windows 10.
Microsoft Store, đóng vai trò như một cửa hàng thống nhất cho các ứng dụng và nội dung khác, cũng được thiết kế lại trong Windows 11. Microsoft hiện cho phép các nhà phát triển phân phối Win32, các ứng dụng web nội bộ và các công nghệ đóng gói khác trong Microsoft Store, cùng với các ứng dụng Universal Windows Platform tiêu chuẩn.
Nền tảng cộng tác Microsoft Teams được tích hợp vào giao diện người dùng Windows 11 và có thể truy cập thông qua thanh tác vụ. Skype sẽ không còn được cài đặt cùng với hệ điều hành theo mặc định.
Microsoft đã thúc đẩy các cải tiến về hiệu suất như kích thước bản cập nhật nhỏ hơn, duyệt web nhanh hơn trong "bất kỳ trình duyệt nào", thời gian đánh thức nhanh hơn từ chế độ ngủ và xác thực Windows Hello nhanh hơn.
Ứng dụng Xbox được cập nhật đi kèm với Windows 11. Công nghệ Auto HDR và DirectStorage được phát triển bởi Xbox Series X và Series S sẽ được tích hợp vào Windows 11; thứ hai yêu cầu một card đồ họa hỗ trợ DirectX 12 và một ổ cứng SSD.

### Giao diện người dùng
Giao diện được thiết kế lại hiện diện trong toàn bộ hệ điều hành, với việc độ mờ, bóng, bảng màu mới và các góc bo tròn đều xuất hiện trong toàn bộ hệ thống. Các nút trên thanh tác vụ được căn giữa theo mặc định, và nút "Tiện ích" mới hiển thị một bảng có các tiện ích cùng với nguồn cấp tin tức do Microsoft News cung cấp (thay thế cho bảng "tin tức và sở thích" được giới thiệu trong các phiên bản Windows 10 mới hơn). Thanh tác vụ được cố định vĩnh viễn vào cạnh dưới của màn hình và không thể di chuyển lên các cạnh trên cùng, trái hoặc phải của màn hình trong Windows 11 (mặc dù các biểu tượng ở giữa có thể được chuyển sang bên trái).
Menu Start đã được thiết kế lại đáng kể, thay thế các "live tiles" được giới thiệu trong Windows 8.x và 10 bằng một lưới các ứng dụng "được ghim" và danh sách các ứng dụng và tài liệu gần đây.
Task View, một tính năng được giới thiệu trong Windows 10, có thiết kế được làm mới và hỗ trợ cung cấp các hình nền riêng biệt cho từng màn hình ảo. Chức năng chụp cửa sổ đã được cải tiến với hai tính năng bổ sung; "snap layouts" cho phép người dùng chọn một bố cục được xác định trước mà họ muốn sử dụng để xếp nhiều cửa sổ lên màn hình. Việc sắp xếp các cửa sổ theo kiểu lát gạch có thể được thu nhỏ và khôi phục từ thanh tác vụ dưới dạng "snap group".
Windows 11 có phông chữ mới, Segoe UI Variable. Phông chữ được thiết kế để mở rộng tỷ lệ tốt hơn với màn hình có số lượng điểm trên inch cao hơn, điều mà giao diện người dùng Segoe cũ không có. Các thay đổi khác đối với hệ thống bao gồm các biểu tượng hệ thống mới, hoạt ảnh, âm thanh và tiện ích. Phần lớn giao diện và menu start được lấy cảm hứng từ Windows 10X đã bị khai tử. Windows 11 cũng có các thiết kế mới cho ứng dụng File Explorer và Windows Settings.

### Windows Subsystem cho Android
Windows 11 cũng sẽ cho phép người dùng cài đặt và chạy các ứng dụng Android trên thiết bị của họ bằng Windows Subsystem for Android (WSA) và Dự án nguồn mở Android (AOSP). Người dùng có thể cài đặt các ứng dụng Android từ Microsoft Store thông qua Amazon Appstore. Tính năng này sẽ yêu cầu tài khoản Microsoft, tài khoản Amazon và bản cài đặt một lần cho ứng dụng khách Windows Amazon Appstore. Người dùng cũng có thể cài đặt ứng dụng Android thông qua bất kỳ nguồn nào bằng cách sử dụng gói ứng dụng Android (APK).

### Hệ thống bảo mật
Là một phần của các yêu cầu hệ thống tối thiểu, Windows 11 chỉ hoạt động trên các thiết bị có bộ đồng xử lý bảo mật Trusted Platform Module 2.0. Theo Microsoft, bộ đồng xử lý TPM 2.0 là một "yếu tố quan trọng" để bảo vệ khỏi các cuộc tấn công phần mềm và tấn công mạng. Ngoài ra, Microsoft hiện yêu cầu các thiết bị chạy Windows 11 phải bao gồm bảo mật dựa trên ảo hóa (VBS), tính toàn vẹn của mã được bảo vệ bởi siêu giám sát (HVCI), và Secure Boot được bật theo mặc định. Hệ điều hành cũng có tính năng bảo vệ ngăn xếp được thực thi bằng phần cứng cho các bộ xử lý Intel và AMD được hỗ trợ để bảo vệ chống lại lỗ hổng zero-day.
Giống như phiên bản tiền nhiệm, Windows 11 cũng hỗ trợ xác thực đa yếu tố và xác thực sinh trắc học thông qua Windows Hello.

## Các cập nhật và hỗ trợ
| Phiên bản | Tên mã        | Tên tiếp thị | Bản dựng | Ngày phát hành            | Thời hạn hỗ trợ (theo màu)                             | Thời hạn hỗ trợ (theo màu) | Thời hạn hỗ trợ (theo màu) |
| Phiên bản | Tên mã        | Tên tiếp thị | Bản dựng | Ngày phát hành            | - Home, - Pro, - Pro Education, - Pro for Workstations | - Enterprise, - Education  |                            |
| --- | ------------- | ------------ | -------- | ------------------------- | ------------------------------------------------------ | -------------------------- | -------------------------- |
| 21H2 | Sun Valley    | —            | 22000    | Ngày 4 tháng 10, 2021     | Ngày 10 tháng 10 năm 2023                              | Ngày 8 tháng 10 năm 2024   |                            |
| 22H2 | Sun Valley 2  | 2022 Update  | 22621    | Ngày 20 tháng 9 năm 2022  | Ngày 8 tháng 10 năm 2024                               | Ngày 14 tháng 10 năm 2025  |                            |
| 23H2 | Sun Valley 3  | 2023 Update  | 22631    | Ngày 31 tháng 10 năm 2023 | Ngày 11 tháng 11 năm 2025                              | Ngày 10 tháng 11 năm 2026  |                            |
| 24H2 | Hudson Valley | 2024 Update  | 26100    | Ngày 01 tháng 10 năm 2024 | Ngày 13 tháng 10 năm 2026                              | Ngày 12 tháng 10 năm 2027  |                            |
| 25H2 | TBA           | 2025 Update  | TBA      | Quý 4 năm 2025            | Quý 4 năm 2027                                         | Quý 4 năm 2028             |                            |
| Chú giải: Phiên bản cũ, đã ngừng hỗ trợ Phiên bản cũ, vẫn được hỗ trợ Phiên bản mới nhất Bản xem trước mới nhất |               |              |          |                           |                                                        |                            |                            |
| Notes: 1. 2. 3. 4. 5.                                                                                           |               |              |          |                           |                                                        |                            |                            |

## Yêu cầu hệ thống
| Thành phần                              | Tối thiểu                                                                                                   |
| --------------------------------------- | --- |
| Bộ xử lý                                | Bộ xử lý 64 bit tương thích (x86-64 hoặc ARM64) có ít nhất 1 GHz xung nhịp và ít nhất 2 lõi                 |
| RAM                                     | Ít nhất 4 GB                                                                                                |
| Bộ nhớ trong                            | Ít nhất 64 GB                                                                                               |
| Chuẩn hệ thống                          | UEFI |
| Bảo mật                                 | Secure Boot, được bật theo mặc định                                                                         |
| Bảo mật                                 | Mô-đen nền tảng đáng tin cậy (TPM) phiên bản 2.0                                                            |
| Card đồ hoạ                             | Tương thích với DirectX 12 trở lên với trình điều khiển WDDM 2.0                                            |
| Màn hình                                | Màn hình độ nét cao (720p) lớn hơn 9" theo đường chéo, 8 bit trên mỗi kênh màu                              |
| Kết nối Internet và tài khoản Microsoft | Cần có kết nối Internet và tài khoản Microsoft để hoàn tất thiết lập trên Windows 11 Home và Windows 11 Pro |

| Tính năng              | Tối thiểu                                                                          |
| ---------------------- | ---------------------------------------------------------------------------------- |
| Hỗ trợ 5G              | 5G có khả năng modem                                                               |
| Auto HDR               | Có khả năng HDR màn hình                                                           |
| Xác thực Windows Hello | Camera hồng ngoại được chiếu sáng hoặc đầu đọc dấu vân tay                         |
| BitLocker to Go        | USB (có sẵn trên Windows 11 Pro và các phiên bản cao hơn)                          |
| Hyper-V                | Second Level Address Translation (SLAT)                                            |
| DirectStorage          | NVMe SSD và card đồ họa DirectX 12 Ultimate với Shader Model 6.0                   |
| DirectX 12 Ultimate    | Có sẵn với các trò chơi và card đồ họa được hỗ trợ                                 |
| Hiệu ứng âm thanh 3D   | Hỗ trợ phần cứng và phần mềm                                                       |
| Xác thực hai yếu tố    | Sử dụng mã PIN, xác thực khác hoặc điện thoại có hỗ trợ Wi-Fi, Bluetooth           |
| Nhận dạng giọng nói    | Microphone                                                                         |
| Hỗ trợ Wi-Fi 6E        | WLAN, phần cứng IHV và Trình điều khiển thiết bị, AP hỗ trợ Wi-Fi 6E/bộ định tuyến |
| Windows Projection     | Bộ điều hướng Wi-Fi hỗ trợ Wi-Fi Direct, WDDM 2.0                                  |

Yêu cầu hệ thống tối thiểu của Windows 11 cao hơn nhiều so với Windows 10. Windows 11 chỉ hỗ trợ các hệ thống 64-bit, chẳng hạn như các hệ thống sử dụng x86-64 hoặc ARM64; hỗ trợ cho bộ xử lý IA-32 đã bị loại bỏ. Yêu cầu về RAM và bộ nhớ trong tối thiểu cũng được nâng lên; Windows 11 hiện yêu cầu ít nhất 4GB RAM và 64GB dung lượng lưu trữ. Chế độ S chỉ được hỗ trợ cho phiên bản Home của Windows 11. Kể từ tháng 6 năm 2021, chỉ Intel Core thế hệ thứ 8 (Coffee Lake, Whiskey Lake) trở lên, AMD Zen + (ngoại trừ phiên bản Ryzen 1st Gen "AF") trở lên và Qualcomm Snapdragon 850, cũng như các bộ xử lý mới hơn được hỗ trợ.
Legacy BIOS kế thừa không còn được hỗ trợ; thay vào đó là hệ thống UEFI kết hợp với Secure Boot và bộ đồng xử lý bảo mật TPM 2.0. Yêu cầu TPM nói riêng đã dẫn đến nhiều tranh cãi vì nhiều bo mạch chủ không hỗ trợ TPM, cũng như yêu cầu về mô đun TPM tương thích được cài đặt bo mạch chủ hoặc có TPM tích hợp trên CPU hay phần cứng bị tắt theo mặc định, có thể giải quyết bằng cách thay đổi cài đặt trong UEFI của máy tính để kích hoạt.
Các phiên bản xem trước của Windows 11 có thể được cài đặt trên các hệ thống có BIOS cũ, không có Secure Boot hoặc TPM 2.0. Đã có nhiều chỉ trích đáng kể về tác động môi trường của việc Microsoft bỏ rơi hàng triệu máy tính cũ, hay nhiều máy tính vẫn đáp ứng được nhu cầu của người dùng nhưng không đáp ứng được yêu cầu của Windows 11 khi Windows 10 bị loại bỏ dần.

## Đón nhận

### Phiên bản xem trước
Phần lớn Windows 11 đều nhận được các phản hồi tích cực vì các thiết kế mới. Tuy nhiên, Windows 11 cũng gây ra nhiều tranh cãi đối với các yêu cầu hệ thống tối thiểu. Mặc dù vậy, các yêu cầu hệ thống được nâng lên (so với yêu cầu của Windows 10) do Microsoft công bố ban đầu có thể khiến 60% PC chạy Windows 10 hiện tại không thể nâng cấp lên Windows 11. Windows 11 Home cũng yêu cầu tài khoản Microsoft khi thiết lập thiết bị nhưng một số người dùng không muốn. Quá trình thiết lập cũng yêu cầu kết nối Internet trong phiên bản Home để đáp ứng việc bắt buộc phải đăng nhập bằng tài khoản Microsoft.

## Các sự cố về hiệu suất và trải nghiệm người dùng
Kể từ khi Microsoft ra mắt Windows 11, hệ điều hành này đã nhận được nhiều báo cáo từ người dùng là hệ điều hành chưa hoàn thiện và vẫn còn tồn đọng nhiều lỗi, nhiều trang công nghệ lớn đã cho rằng Microsoft đã quá vội vàng khi lên kế hoạch phát triển Windows 11 và phát hành đến tay người dùng quá nhanh dẫn đến đội ngũ phát triển không có đủ thời gian để kiểm tra và sửa các lỗi tồn đọng bên trong hệ điều hành, dẫn đến khi phát hành Windows 11 thì hệ điều hành gặp rất nhiều lỗi nghiêm trọng.  Một số lỗi nghiêm trọng được phát hiện và báo cáo là lỗi rò rỉ bộ nhớ RAM, lỗi giảm hiệu năng trên các vi xử lý AMD Ryzen lên đến 15% so với Windows 10, do sự cố độ trễ của bộ nhớ cache L3 và sự cố UEFI không chủ động giao nhiệm vụ cho các lõi xử lý có hiệu năng cao nhất (CPPC2). Ngoài ra, Windows 11 còn gặp một số vấn đề tương tích với trình điều khiển như trình điều khiển Intel Smart Sound Technology, gặp các vấn đề tương tích đối với phần mềm máy ảo Oracle VirtualBox, trình duyệt Cốc Cốc, lỗi rò rỉ bộ nhớ trong File Explorer khiến cho lượng RAM sử dụng bị tăng đột biến lên đến 70 - 90%, lỗi rò rỉ bộ nhớ trên tiến trình Windows Desktop Manager khiến cho lượng RAM sử dụng bị tăng đột biến,  lỗi giảm hiệu năng trên các ổ cứng SSD NVMe và ổ cứng HDD, thường xuyên gặp lỗi màn hình xanh chết chóc, gặp các vấn đề về hiển thị đồ họa, vấn đề về hiển thị thanh tác vụ, lỗi hiển thị sai các biểu tượng hệ thống. Một số người dùng không thể mở được Start Menu (nhấn vào biểu tượng Start trên Windows 11 nhưng máy tính không có phản hồi gì), hay một số người dùng không thể nhấn chuột phải trên màn hình Desktop, lỗi quạt tản nhiệt trên máy tính (kể cả laptop) luôn chạy với tốc độ cao, nhưng nhiệt độ trên máy vẫn tăng cao lên đáng kể so với Windows 10 sau khi nâng cấp lên Windows 11. Một vài người dùng khác cho biết sau khi cài đặt Windows 11, máy tính hoạt động rất nhẹ và mượt, nhưng một thời gian lại rơi vào tình trạng giật, lag, chạy chậm bất thường. Đặc biệt một số người dùng máy tính của 2 hãng HP và Dell đã báo cáo rằng sau khi họ nâng cấp máy tính lên Windows 11 thì máy tính của họ bị đột tử và không thể khởi động, nguyên nhân ban đầu được xác định là do Windows Update của Windows 11 bắt người dùng cài đặt bản cập nhật BIOS và làm hỏng BIOS của máy tính, một số người dùng khác báo cáo rằng máy tính của họ đã khởi động được trở lại sau khi để yên máy tính khoảng 15 - 20 phút. Tất cả các trường hợp trên đều rơi vào máy tính đã được Windows kiểm tra và đáp ứng các yêu cầu phần cứng cho bản cập nhật Windows 11. Windows 11 hiện tại vẫn còn tồn tại nhiều lỗi chưa được khám phá và Microsoft đang trong quá trình lên kế hoạch sửa hết tất cả những lỗi tồn đọng thông qua bản cập nhật lớn Sun Valley 2. Nhiều người dùng cho rằng Windows 11 sẽ tiếp tục dính lời nguyền vòng lặp thất bại của Microsoft, sẽ trở thành phiên bản Windows 8 thứ hai. Lời nguyền được ví như rằng có 1 bản Windows thành công và được người dùng đón nhận thì sẽ nối tiếp là 1 phiên bản Windows thất bại và không được người dùng ưa chuộng (Windows Vista sau Windows XP hay Windows 8 sau Windows 7).